# Jesper Blomqvist
Jesper Blomqvist (Tavelsjö, 5 februari 1974) is een voormalig Zweeds voetballer.
Blomqvist was een zeer getalenteerde vleugelspits, die erg veel pech had door vele blessures. In 1998 werd hij als back-up van Ryan Giggs overgenomen door Manchester United van Parma F.C.. Tijdens zijn verblijf in Manchester, hielp hij de club in het seizoen 1998/99 aan 3 grote titels: de Premier League, FA Cup en de Champions League. De finale van de Champions League bleek de laatste wedstrijd voor Jesper. Hij werd geveld door een zware knieblessure. Hij kwam bij Manchester slechts 1 keer tot scoren.
Voordat hij naar Manchester United kwam, speelde Blomqvist voor Umeå FC, IFK Göteborg, AC Milan en Parma FC. In een wedstrijd van IFK Göteborg tegen Manchester United, speelde Blomqvist zich voor het eerst in de kijker van Alex Ferguson.
In november 2001 werd Blomqvist overgenomen door Everton FC. Daar moest hij samen met Niclas Alexandersson de vleugelspitsenposities innemen. Door alweer een blessure en een trainerswissel kreeg Blomqvist toestemming de club te verlaten. Hij vertrok naar Charlton Athletic, waar hij maar kort speelde. Hij keerde terug naar Zweden en ging daar spelen voor Djurgårdens IF. Hij maakte ook deel uit van het brons-winnende Zweedse nationale elftal in 1994. In totaal kwam hij dertig keer uit voor zijn geboorteland.
Blomqvist werd nadien trainer in Zweden en analist voor de Zweedse televisie.

## Clubstatistieken
| Seizoen | Club              | Land              | Competitie     | Wedstrijden | Doelpunten |
| ------- | ----------------- | ----------------- | -------------- | ----------- | ---------- |
| 1992    | Umeå FC           | Vlag van Zweden   | -              | 27          | 6          |
| 1993    | Umeå FC           | Vlag van Zweden   | -              | 11          | 2          |
| 1993    | IFK Göteborg      | Vlag van Zweden   | Allsvenskan    | 6           | 1          |
| 1994    | IFK Göteborg      | Vlag van Zweden   | Allsvenskan    | 24          | 8          |
| 1995    | IFK Göteborg      | Vlag van Zweden   | Allsvenskan    | 18          | 3          |
| 1996    | IFK Göteborg      | Vlag van Zweden   | Allsvenskan    | 23          | 7          |
| 1996/97 | IFK Göteborg      | Vlag van Zweden   | Allsvenskan    | 5           | 6          |
| 1996/97 | AC Milan          | Vlag van Italië   | Serie A        | 19          | 1          |
| 1997/98 | AC Milan          | Vlag van Italië   | Serie A        | 1           | 0          |
| 1997/98 | Parma FC          | Vlag van Italië   | Serie A        | 28          | 1          |
| 1998/99 | Manchester United | Vlag van Engeland | Premier League | 25          | 1          |
| 1999/00 | Manchester United | Vlag van Engeland | Premier League | 0           | 0          |
| 2000/01 | Manchester United | Vlag van Engeland | Premier League | 0           | 0          |
| 2001/02 | Manchester United | Vlag van Engeland | Premier League | 0           | 0          |
| 2001/02 | Everton           | Vlag van Engeland | Premier League | 15          | 1          |
| 2002/03 | Charlton Athletic | Vlag van Engeland | Premier League | 3           | 0          |
| 2003    | Djurgårdens IF    | Vlag van Zweden   | Allsvenskan    | 8           | 1          |
| Totaal  | Totaal            | Totaal            | Totaal         | 213         | 38         |

(statistieken t/m 23 april 2007)

## Erelijst
Manchester United
- FA Cup

1999
- UEFA Champions League

1999